# Bad Wiessee

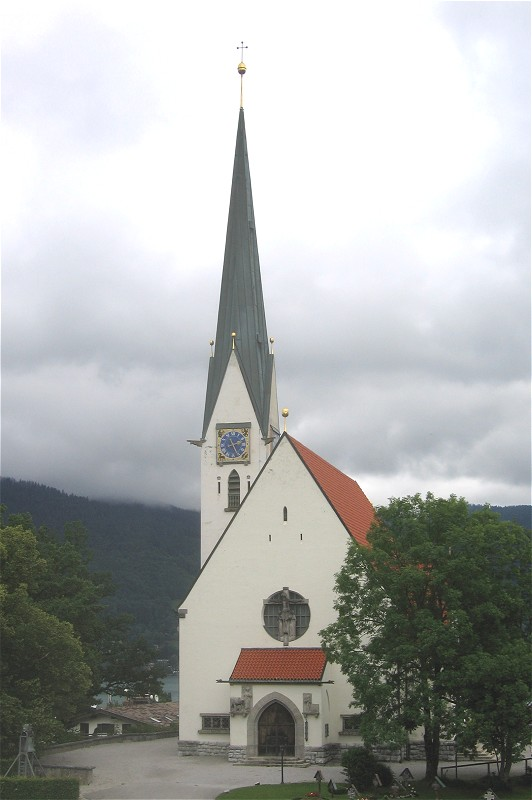
Kościół pw. Wniebowstąpienia NMP (Maria Himmelfahrt)

Bad Wiessee – gmina uzdrowiskowa w południowych Niemczech, w kraju związkowym Bawaria, w rejencji Górna Bawaria, w regionie Oberland, w powiecie Miesbach. Leży w Alpach Bawarskich, około 12 km na południowy zachód od Miesbach, nad jeziorem Tegern, przy drodze B318.

## Demografia
Dane o ludności z 31 grudnia 2008:
| Opis                                | Ogółem | Ogółem | Kobiety | Kobiety | Mężczyźni | Mężczyźni |
| ----------------------------------- | ------ | ------ | ------- | ------- | --------- | --------- |
| Jednostka                           | osób   | %      | osób    | %       | osób      | %         |
| Populacja                           | 4634   | 100    | 2566    | 55,37   | 2068      | 44,63     |
| Wiek przedprodukcyjny (0–17 lat)    | 559    | 12,06  | 270     | 5,83    | 289       | 6,24      |
| Wiek produkcyjny (18–65 lat)        | 2751   | 59,37  | 1516    | 32,71   | 1235      | 26,65     |
| Wiek poprodukcyjny (powyżej 65 lat) | 1324   | 28,57  | 780     | 16,83   | 544       | 11,74     |

## Historia
W 1934 roku Adolf Hitler rozkazał przywódcom nazistowskiej organizacji militarnej SA zjawić się w Bad Wiessee na spotkaniu w Hotelu Hanselbauer (obecnie Hotel Lederer am See), a 30 czerwca Hitler osobiście aresztował w nim jej szefa Ernsta Röhma, co zapoczątkowało akcję wymordowania wewnątrzpartyjnych przeciwników politycznych Hitlera znaną jako Noc długich noży.

## Polityka
Wójtem gminy jest od 2020 roku Robert Kühn. Wcześniej urząd ten obejmowali m.in. Peter Höß i Herbert Fischhaber. Rada gminy składa się z 20 osób (przed 2020 z 16 osób).
|      | CSU | SPD | FWGWB | Grüne | ranBW | Bürgerliste Bad Wiessee | Razem |
| 2020 | 9   | 4   | 3     | 3     |       | 1                       | 20    |
| 2014 | 5   | 3   | 5     |       | 3     |                         | 16    |
| 2008 | 8   | 3   | 5     |       |       |                         | 16    |
| 2002 | 6   | 4   | 6     |       |       |                         | 16    |